# Pycnopalpa bicordata
Pycnopalpa bicordata är en insektsart som först beskrevs av Jean Guillaume Audinet Serville 1825.  Pycnopalpa bicordata ingår i släktet Pycnopalpa och familjen vårtbitare. Inga underarter finns listade i Catalogue of Life.